# Troubarevo

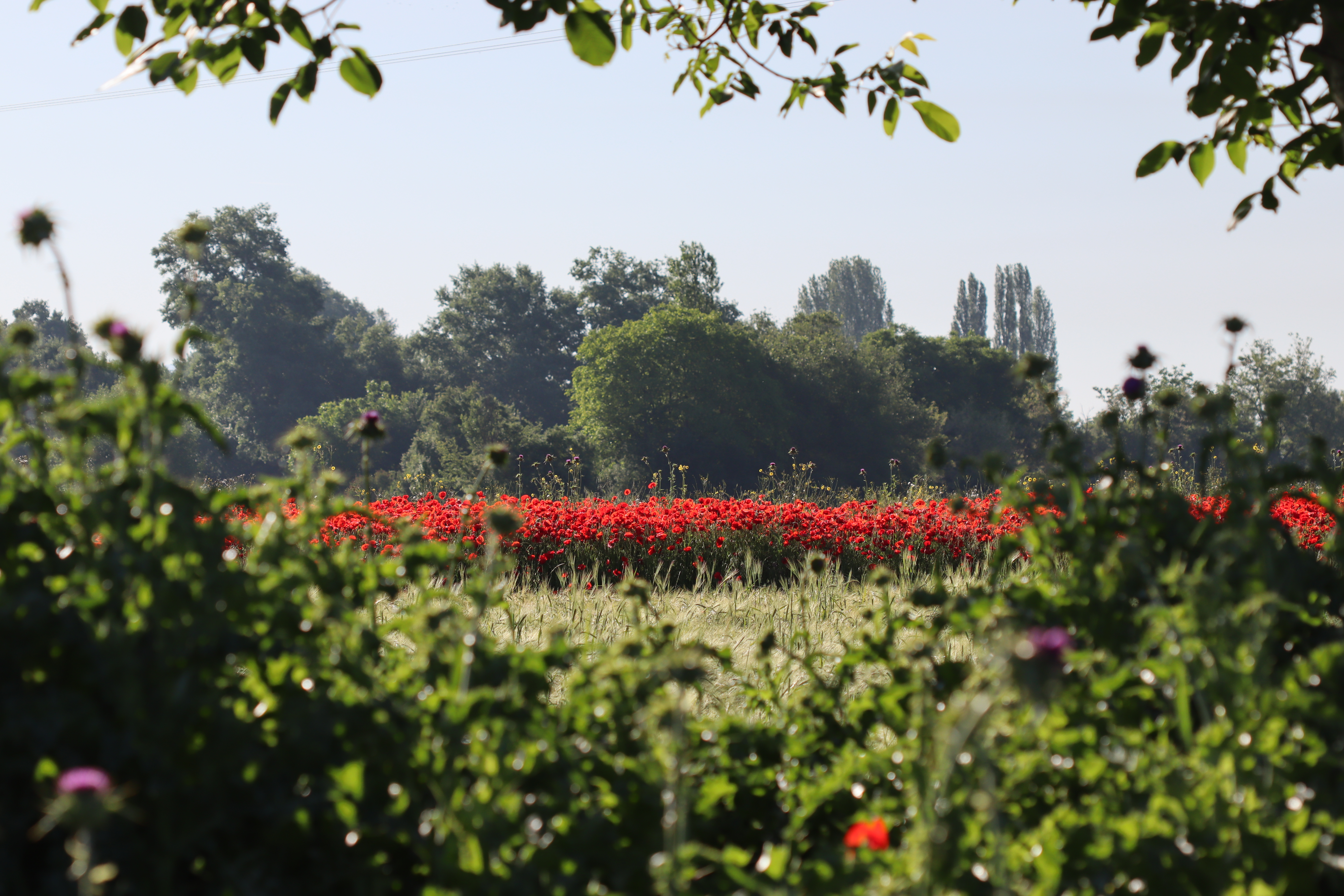
Dans un arboretum à Troubarevo. Mai 2022.

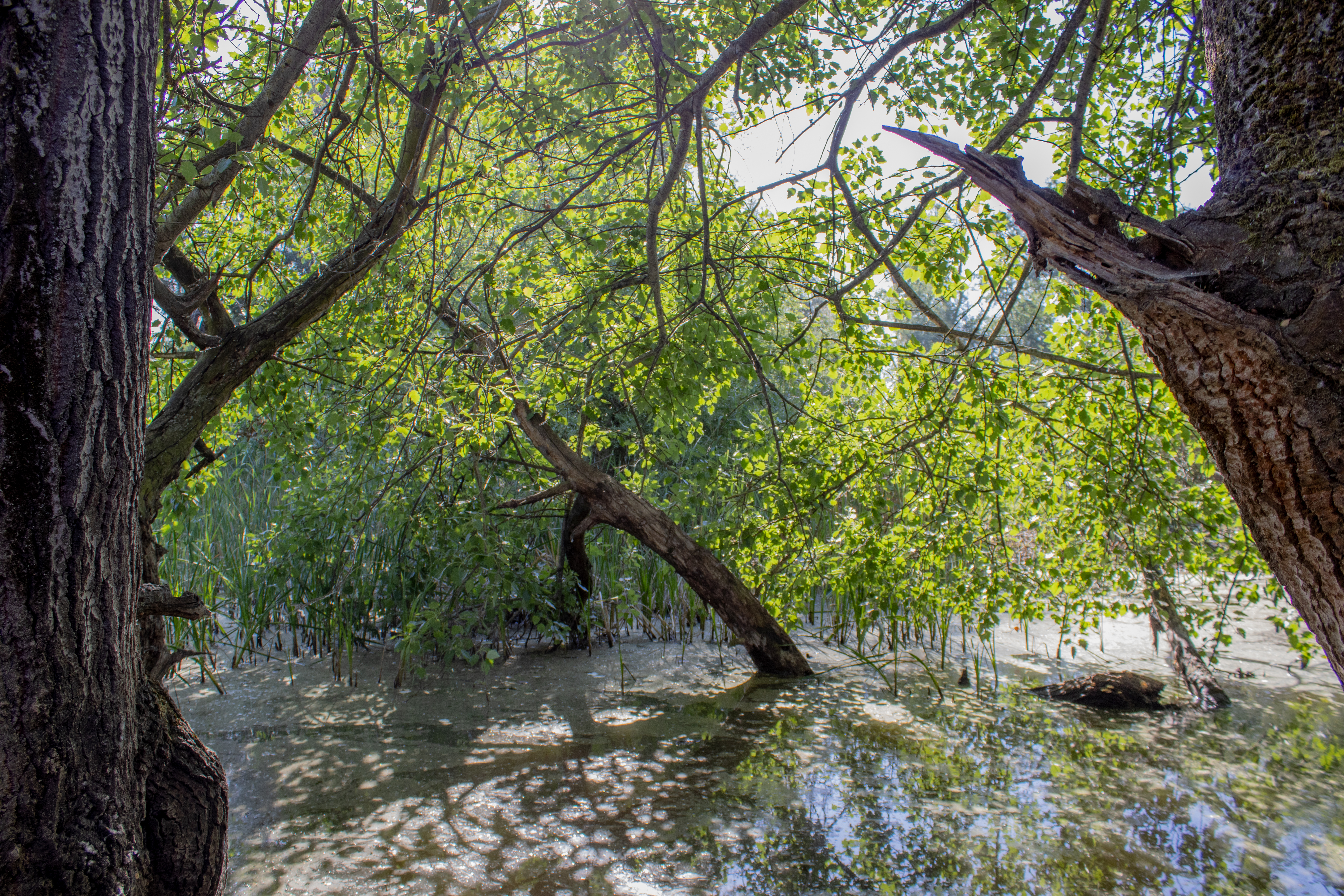
Marécage dans l'arboretum de Troubarevo. Mai 2022.

Troubarevo ou Trubarevo (en macédonien Трубарево) est un village situé à Gazi Baba, une des dix municipalités spéciales qui constituent la ville de Skopje, capitale de la Macédoine du Nord. Le village comptait 2669 habitants en 2002. Il se trouve sur la route qui relie Skopje à son aéroport et à proximité du Vardar.

## Démographie
Lors du recensement de 2002, le village comptait :
- Macédoniens : 1 973
- Albanais : 494
- Serbes : 124
- Roms : 14
- Turcs : 12
- Autres : 52